# Голубой ушастый фазан
Голубой ушастый фазан (лат. Crossoptilon auritum) — вид птиц семейства фазановых. Подвидов не выделяют.

## Распространение
Распространён в горных лесах центральной части Китая.

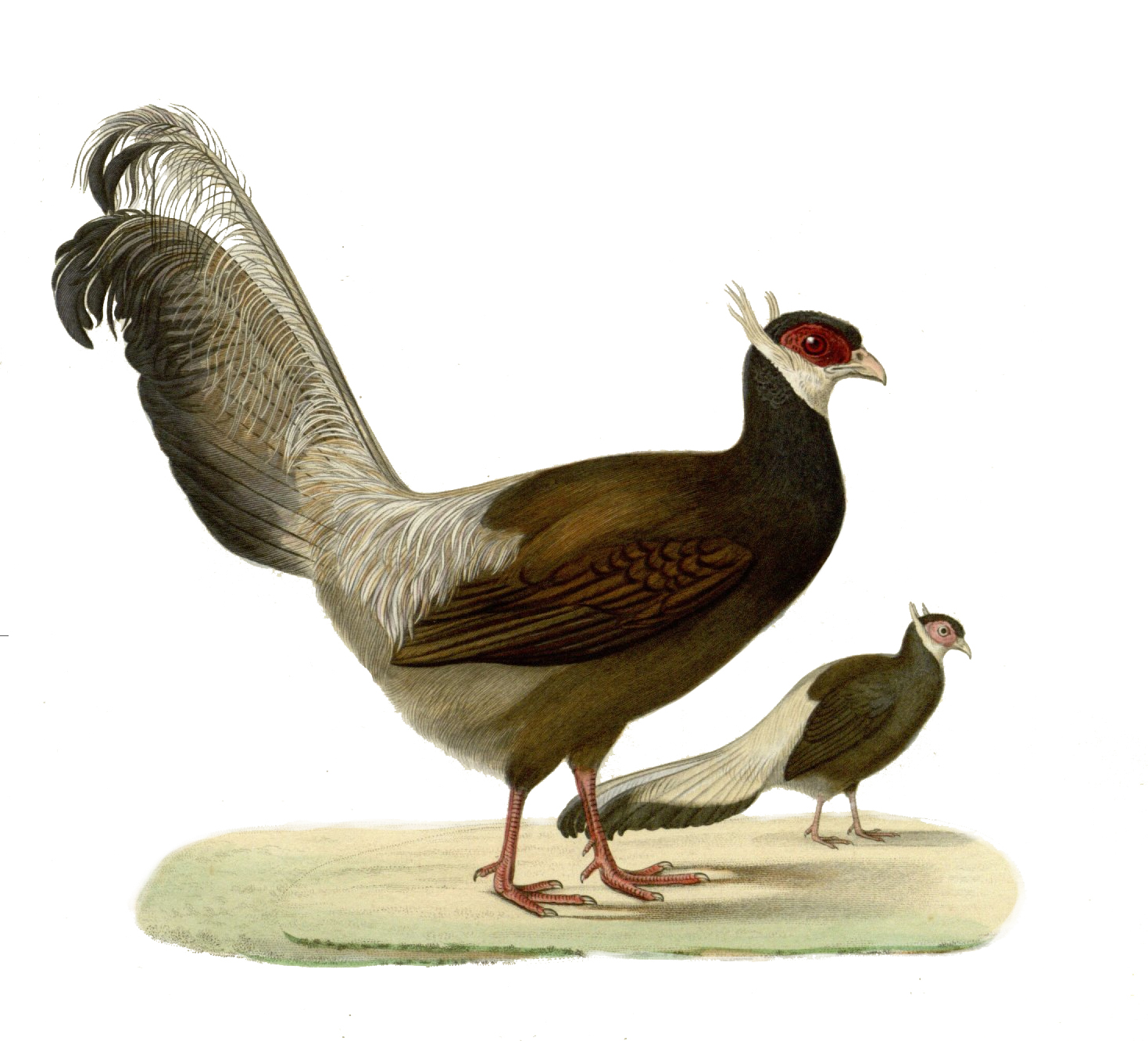

## Описание
Это довольно большая птица, в длину достигает 96 см и больше. Оперение серо-голубое, венок на голове тёмно-фиолетовый, клюв и длинные шейные перья белого цвета.

## Экология
Питается этот фазан в основном ягодами и растительной пищей.